# پولک‌پوش
پولک‌پوش (Lepidotes، پیشتر: Lepidotus) یک سرده منقرض شده از پرتوبالگان میانه‌زیستی است. این یک آرایه زباله‌دان در نظر گرفته شده‌است، که با «ویژگی‌های کلی، مانند فلس‌های لوزی ضخیم و برای بیشتر گونه‌ها، با دندانه‌های نیمه تریتوریال یا به شدت تریتوریال مشخص می‌شود.» فسیل منسوب به پولک‌پوش‌ها در سنگ‌های ژوراسیک و کرتاسه در سراسر جهان یافت شده‌است. استدلال شده‌است که Lepidotes باید محدود به گونه‌هایی باشد که نزدیک به گونه L. gigas هستند، که فقط از ژوراسیک اولیه اروپای مرکزی شناخته شده‌اند، و بیشتر گونه‌های دیگر ارتباط نزدیکی ندارند. پولک‌پوش متعلق به Ginglymodi است، دسته ای از ماهی که تنها نمایندگان زنده آن گارها (Lepisosteidae) هستند. گونه L. gigas و خویشاوندان نزدیک تصور می‌شود که اعضای Lepisosteiformes در Ginglymodi هستند، با گونه‌های دیگر که موقعیت‌های مختلفی را در Ginglymodi اشغال می‌کنند، مانند پشت‌پرچمی‌سانان.

## شرح

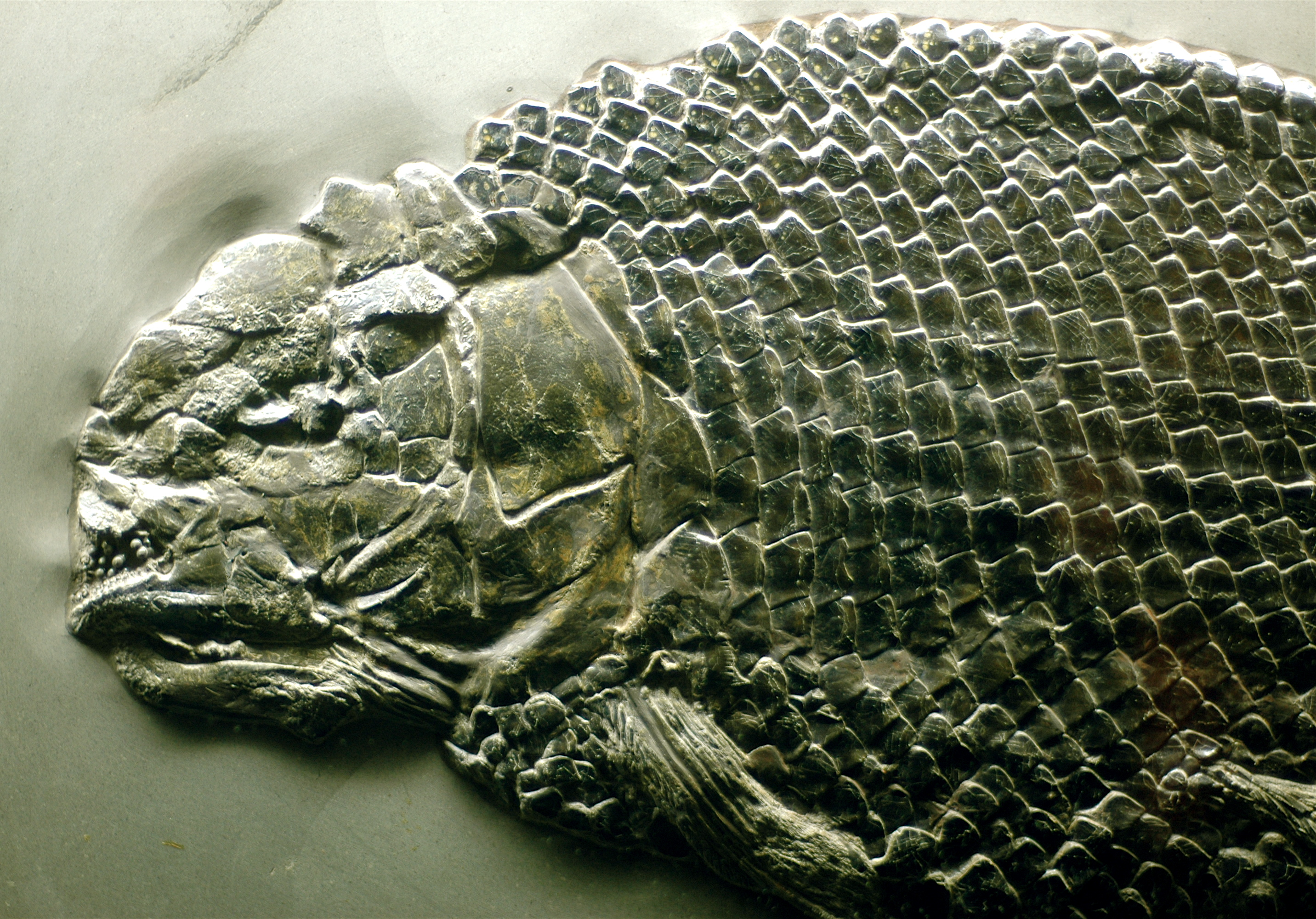
فسیل L. elvensis

پولک‌پوش که هم در دریاچه‌های آب شیرین و هم در دریاهای کم عمق زندگی می‌کرد، معمولاً حدود ۳۰ سانتیمتر (۱۲ اینچ) طول داشت. بدن با فلس‌های ضخیم و مینا پوشیده شده بود. رده دندان‌های میخ‌مانند به نرم‌تنان این امکان را می‌دهد تا پوسته طعمه نرم تنان را خرد کند. نمونه‌های فسیلی این دندان‌ها در قرون وسطی به‌عنوان سنگ وزغ جمع‌آوری شد که ادعا می‌شد در سر وزغ‌ها یافت می‌شوند و قدرت جادویی در برابر مسمومیت دارند.
پولک‌پوش یکی از اولین ماهی‌هایی بود که در آن استخوان‌های فک بالایی دیگر به استخوان یوغی (جوگال) متصل نبودند. این امر به آرواره‌ها اجازه می‌داد تا در یک «لوله» کشیده شوند تا ماهی بتواند طعمه را از فاصله دورتری نسبت به گونه‌های قبلی بمکد. این حالت هنوز در برخی از ماهیان امروزی مانند کپور دیده می‌شود.
فلس‌های Lepidotes به شکل تخمدانی هستند و ۱۸٫۵ میلیمتر (۰٫۷۳ اینچ) درازا دارند. پهنایشان در ضخیم‌ترین نقطه ۳ میلیمتر (۰٫۱۲ اینچ) است. فلس‌ها روی سطح خارجی صاف و براق هستند و تنها چند فرورفتگی کوچک به سمت مرکز پراکنده شده که به شکل سوراخ‌هایی دیده می‌شوند.